# نیپون تلویژن
نیپون تلویژن (به ژاپنی: 日本テレビ放送網株式会社 Nihon Terebi Hōsōmō Kabushiki-gaisha، به انگلیسی: Nippon Television Network Corporation) یکی از ایستگاه‌های اصلی تلویزیونی توکیو است. این ایستگاه تلویزیونی در ژاپن به نام "Nihon TV"‏ (日本テレビ Nihon Terebi) و به‌صورت خلاصه Nittele‏ (日テレ Nittere) یا NTV شناخته می‌شود. نیپون تلویژن مهم‌ترین ایستگاه تلویزیونی شبکهٔ NNN (Nippon News Network)‎ و همچنین شبکهٔ NNS (Nippon Television Network System)‎ است.

## پیشینه نیپون تی‌وی
- در ژوئیه ۱۹۵۲ نیپون تی‌وی در ژاپن پروانه پخش دریافت کرد.
- در ۲۸ اکتبر ۱۹۵۲ اتحادیه شرکت نیپون تی وی بنیان‌گذاری شد.[۱]
- در ۲۸ اوت ۱۹۵۳ شرکت نیپون تی‌وی آرم خود را یک کبوتر با بال‌های باز انتخاب کرد (این نشانواره شبیه نشانواره طاووس ان‌بی‌سی بود. اولین تلویزیون تجاری ژاپن سیکوشا (Seikosha)نیز افتتاح شد.
- در دسامبر ۱۹۵۸ نیپون تی‌وی (NTV) برای سریال‌های درام از نوار RCA دو اینچی برای ضبط استفاده نمود.
- در ۳ دسامبر ۱۹۵۹ اولین پخش VTR رنگی ژاپن به نام تالار موسیقی پری کومو از NBC پخش شد.
- در ۱۰ سپتمبر ۱۹۶۰ پروانه پخش تلویزیون رنگی دریافت کرد.
- در ۲۲ نوومبر ۱۹۶۳ شبکه نیپون تی وی اولین تجربه ارتباط انتقال تلویزیونی سیاه و سفید بین ایالات متحده و ژاپن را تجربه کرد که همزمان با ترور جان اف کندی بود.
- در ۱ آوریل ۱۹۶۶ شبکه خبری نیپون (NNN)آغاز به کار کرد.
- در ۱ ژوئیه ۱۹۶۶ کنسرت بیتلز که در نیپون بودوکان برگزار می‌شد به صورت ضبط قبلی به صورت رنگی از NTV پخش شد.
- در ۱۹۶۷ شعبه نیویورک افتتاح شد و با یک استودیوی خبری اختصاصی درون NBC به پخش خبر از طریق ماهواره‌ای اقدام شد.
- در ۹ اکتبر ۱۹۶۹ ماتسوتارو شوریکی (Matsutarō Shōriki)بنیانگذار نیپون تی وی فوت کرد.
- در سال ۱۹۷۲ سیستم شبکه‌ای نیپون تی‌وی (NNS)تشکیل شد.
- در ۱۴ جنوری ۱۹۷۳ نیپون تی‌وی اجرای الویس پرسلی در هاوایی را به صورت زنده از طریق ماهواره پخش کرد.
- در سال ۱۹۷۳ نیپون تی‌وی برای پخش خبر و ماهواره‌ای با ای‌بی‌سی نیوز در ایالات متحده وارد توافق می‌شود.
- در سال ۱۹۷۴ شعبه خبر لندن افتتاح شد.
- در ۸ و ۱۵ سال ۱۹۷۵ نیپون تی‌وی در پخش فیلم کلاسیک بر باد رفته (فیلم) از NBC برای پخش این فیلم در ایالات متحده پیشی می‌گیرد.
- در ۵ مارس سال ۱۹۷۹ Zoom! Morning! برای نخستین بار پخش می‌شود.
- در دسامبر ۱۹۸۲ پخش به صورت صدای چند کاناله (MTS)افتتاح می‌شود.